# 元気イチバン!!芦沢誠です
元気イチバン!!芦沢誠です（げんきイチバン!!あしざわまことです）は、朝日放送ラジオ（ABCラジオ）が月曜日から金曜日の15:30から17:00(JST、以下略)まで生放送していた情報ワイド番組。一日の終わりにホットな話題を本音で噛み砕く「総合娯楽型情報ラジオ」であった。2001年10月1日放送開始、2010年4月2日終了。
それまでの『ニュースラインナップABC』『ニューススタジアムABC』『中原秀一郎のラジオToday』のような硬派路線から一転してソフト路線に変更。
バラエティー豊かなパートナーの面々と、届いたばかりの夕刊からの話題や、珍なるニュースからクイズを送る「珍ニュースクイズ」他、日替わりで、音楽や豆知識などパートナーの個性を存分に発揮したコーナーなどバラエティ豊かな番組であった。
放送時間は開始当初が15:35-16:50、2003年10月から16:55-17:30までの3つの箱番組（トヨタ うわさの調査隊など）を挟んで形式上は放送時間を17:55まで拡大し、それまで同時間帯放送していた「ABCフレッシュアップスタジアム」に替わり、「元気イチバン-」の第2部・スポーツコーナーとして放送している。2004年4月のナイターインからは、単に「元気イチバン-」のスポーツコーナーから格上げされて、『元気イチバン!!ぶっちぎりプレイボール』と題して、「ABCフレッシュアップベースボール」の前番組として、この後「ABCフレッシュアップベースボール」を放送する球場と中継で結んで、いち早く先発などの情報を伝える番組になった。
2009年4月からは前述の箱番組のうちTBSラジオ発の箱番組編成が整理されたため、本編終了時間が10分繰り下げられ17:05終了となった。同時に、『元気イチバン!!ぶっちぎりプレイボール』も5分開始が繰り上げられ17:25からに。
さらに10月5日から本編終了時間が5分繰り上げられ17:00終了となった。

## 出演者

### パーソナリティ
- 芦沢誠（ABCアナウンサー）
- 小川恵理子

### パートナー
- 月曜日：タージン（～2002年7月）→桂小春団治（番組開始時は火曜日で桂ざこばと隔週扱い、月曜日の担当は2002年7月15日から）
- 火曜日：桂ざこば
- 水曜日：キダ・タロー
- 木曜日：ばんばひろふみ
- 金曜日：堀ちえみ（～2005年4月）

## コーナー紹介
- ENEOSドライビングハイウェイ→ドライビングハイウェイ

月曜日から金曜日の各曜日ごとの特徴を生かして、音楽・豆知識などバラエティーに富んだ内容を放送。2004年3月までは企画ネット番組で新日本石油（現:ENEOS）提供だった。
- 世の中まるごと知ったかぶりKOZA（月）

知っているようで実は良く知らない、今更ながら人には聞けない事柄を小春団治の落語を交えて紹介する。
コーナー名の『KOZA』は大学などの『講座』と、落語の『高座』とを掛け合わせている。
2007年4月から始まったコーナーで、2007年3月までは『シチュエーション・リクエスト』（後述）というコーナーだった。
- ウイークリー・ザ・こばなし（火）

ざこばが自身の周りで起こった一週間の出来事を語るコーナー。
- キダ・タロー、しゃべっタロー（水）

それまでのキダのコーナーを一つに統合した内容。
- バンバンのフォーク＆ニューミュージック（木）

ばんばがある一人のアーティストにテーマを絞って、その曲にやアーティストにまつわる自らの思い出などを語りながら曲を紹介するコーナー。
毎月末には『バンバンセレクション』と題して放送している。
- 主婦イチバン!!がんばれエリちゃん（金）

- 夕刊イチバン

2010年1月からスタート。
- ダッシュイチバン!

2010年1月から再開。
- サントリー金麦 春イチバン

- メッセージ紹介

特にテーマを設けず、フリーテーマでEメールやファックスでメッセージを募集、番組内でメッセージが紹介されると番組から『ホイッスルボールペン』とステッカーが贈呈される。また、面白かったメッセージについては『ハナウタ人生』のCD、または「元気イチマン!」のコールで、現金1万円がプレゼントされた。

## 途中終了のコーナー
- 農協牛乳 心の詩

前番組からの継続コーナー
- 『ドライビング・ハイウェイ』の日替わりコーナー内
  - シチュエーション・リクエスト（月）

『こんな時に聞きたいあんな曲』と銘打って、リスナーからのリクエストを紹介していた。冒頭には小春団治が選曲した曲が掛かり、その後にリスナーから寄せられたリクエスト曲の一部分が掛かる。最後に最もリクエストが多かった曲が掛かり、そこでメッセージを紹介されると『ホイッスルボールペン』がプレゼントされていた。
シチュエーションは連続ドラマ風になっており、毎週毎週違ったシチュエーションでのリクエストを募集していた。
2007年2月12日から2007年3月12日までの毎週月曜日は、小春団治が海外講演だった関係でコーナーが休止となり、毎週各専門家のゲストが来て「さあみんなで考えよう!」というコーナー名で各専門分野についての話をしていた。
- キダ・タローの新曲紹介（水）

キダが発売されたばかりの新曲を紹介し、自ら評価するコーナー。
- 本・じつは水曜日です（水）

キダがおすすめの本を一週間で読み、感想を語るコーナー。
コーナー名の『本・じつ』は『本日は』と『実は』とを掛け合わせている。
- 珍ニュースクイズ

番組放送開始から2008年9月26日まで毎日行われていたコーナー。
世界各国から珍なるニュースからクイズを出題。
三択クイズになっており、その中から正解を選んでハガキで応募すると1万円が一人に当たるクイズ。
出題の後には必ず小川がヒントを出すが、時々意味不明なヒントを出す事がありスタッフを困惑させている。
月曜日のヒントは『月曜小劇場』という名前で、小春団治と小川がやりとりする。
- なんでもランキング

「知って得する!」或いは「使える!」と言った雑学から、「だからどやねん…。」と言った小ネタまであらゆるランキングを紹介。「今日は何の日？」と言った記念日や季節柄の物などからあらゆるランキングを番組独自で調査し、第5位から第1位までを紹介するランキング。
- 定番ランキング

毎週番組内で「○○の定番と言えば？」と言ったお題をリスナーに対して出して、リスナーからのハガキの総数により番組独自の定番を決めるランキング。ランキングで1位になった項目に投票したリスナーの中から抽選で1名に『ハナウタ人生』のCDがプレゼントされる。
2位から5位までの項目に投票したリスナーはそれぞれ1名ずつが代表でコメントを紹介され、コメントを紹介された方には番組特製の『ホイッスルボールペン』がプレゼントされた。
- 「ほめられタウン」てほめられたいんや!（金）

2009年11月から2010年2月まで。

## タイムテーブル
2009年3月以前のもの。
- 15:30 オープニング、夕刊記事からの話題
- 15:53 ABC交通情報
- 15:55 ABC天気予報
- 15:58 メールアドレス・FAX番号の告知
- 16:06 ABC朝日ニュース（提供：東洋テック）
- 16:14 珍ニュースクイズ（2008年9月で終了、その後フリー枠に。）
- 16:18 生コマーシャル
- 16:20 元気イチバン!ドライビングハイウェイ

- （月）世の中まるごと知ったかぶりKOZA（2007年4月-） / シチュエーション・リクエスト（2007年3月まで）
- （火）ウイークリー・ざ・こばなし
- （水）本・実は水曜日です（2008年10月から） / キダ・タロー先生の新曲チェック（2008年9月まで）
- （木）ばんばんのフォーク&ニューミュージック特集
- （金）主婦イチバン!!がんばれエリちゃん

- 16:37 ABC交通情報（提供：中山寺）
- 16:40 ダッシュイチバン!（日替わり1社提供、新設）※従来のお便り紹介に加えて話題紹介とトーク。
- 16:48 元気イチバン!ラジオショッピング（ジャパネットたかた）※祭日の場合は休止
- 16:52 新コーナー（2009年4月初旬からの放送時間延長に伴い新設） ・エンディング
- 17:04 終了

## 番組に関する出来事など

### 『ハナウタ人生』
- 番組オリジナルソング。
- 作詞・歌は小川恵理子。作曲は木曜パートナーのばんばひろふみ。
- この曲はCDになっている。市販はされていないが、お便りが採用されると、プレゼントとしてもらえることがあった。
- 2021年3月23日（火曜日）に放送された『Hanashikaの時間。』（ラジオ大阪…同曜日はパーソナリティが桂小春團治、パートナーが小川）19時台「バック・トゥ・ザ・エリコ」にて、この曲の秘話が語られ、曲そのものもオンエアされた。『Hit&Hit!』（同局…2021年10月29日より金曜日パートナーを担当）2023年8月18日15時台「しばってしばって歌謡曲」（同日のテーマは、小川が乳がん摘出手術に伴う3週間の休演を終えて復帰したことから「おめでたい曲」）でもオンエアされた。

### 殴られる音
- 原稿等を読み間違えたり、話が大きくそれてしまったり等すると流れる。この番組特有の効果音。ちなみにこの効果音は以前芦沢がパーソナリティを務めていた『ABCミュージックパラダイス』でも流れていた。

### ざこば「ば～にんぐ!」事件
- 2009年4月に無期限謹慎が発表されたタレント北野誠に関して、同月14日、準レギュラーであるざこばが番組内で唐突に「北野誠、がんばれよ!」「北野誠、何を言うたんや」と叫びだし、その直後に「ば～にんぐ!」という謎な叫び声をあげたことが各種メディアで取り上げられ、その真意が取りざたされた。ちなみに、この不規則発言に対して芦沢は「えー、私もだんだん今までかいた事のないようなヘンな汗が背中を伝わり始めております」と発言している[2][3]。

### 新年早よから 芦沢誠です
- 2019年1月1日に放送された『新春スーパーワイド2019 新年早よから 芦沢誠です』では、「声の年賀状」コーナーにてばんばが電話出演し、芦沢と旧交を深めた。「クイズ芦沢誠」[4]コーナーでは小川が第2問の出題を担当したが（事前収録）、「芦沢が共演中に一度もしてくれなかったこととは?」という問題の答えが「一度も奢ってくれなかったこと」だったことに対し芦沢が憤慨した。

## 番組HP
- 元気イチバン!!芦沢誠です

| ABCラジオ 平日夕方ワイド枠            | ABCラジオ 平日夕方ワイド枠             | ABCラジオ 平日夕方ワイド枠           |
| 前番組                                | 番組名                                 | 次番組                               |
| ------------------------------------- | -------------------------------------- | ------------------------------------ |
| 中原秀一郎のラジオToday (15:35-17:00) | 元気イチバン!!芦沢誠です (15:30-17:00) | 武田和歌子のぴたっと。 (15:00-17:00) |